# Hants
Hants fut une circonscription électorale fédérale de Nouvelle-Écosse. La circonscription fut représentée de 1867 à 1925.
C'est l'Acte de l'Amérique du Nord britannique de 1867 qui créa la circonscription électorale de Hants. Abolie en 1924, la circonscription fut incorporée à Hants—Kings.

## Géographie
En 1867, la circonscription de Hants comprenait:
- Le comté de Hants

## Députés
1. 1867-1873 — Joseph Howe, Anti-confédéré & Libéral-conservateur
2. 1873¹-1878 — Monson H. Goudge, Libéral
3. 1878-1887 — William Henry Allison, Conservateur
4. 1887-1896 — Alfred Putnam, Conservateur
5. 1896-1900 — Allen Haley, Libéral
6. 1900-1904 — Benjamin Russell, Libéral
7. 1904-1911 — Judson Burpee Black, Libéral
8. 1911-1921 — Hadley Brown Tremain, Conservateur
9. 1921-1925 — Lewis Herbert Martell, Libéral

- ¹ = Élection partielle